# Вилагранде Стризайли
Вилагра̀нде Стриза̀йли (на италиански: Villagrande Strisaili; на сардински: Biddamànna Istrisàili, Бидамана Истрисайли) е малко градче и община в Южна Италия, провинция Нуоро, автономен регион и остров Сардиния. Разположено е на 700 m надморска височина. Населението на общината е 3421 души (към 2010 г.).
До 2005 г. общината е част от провинция Нуоро.